# 환타스틱 러브짐
"환타스틱 러브짐"은 2015년에 개봉한 대한민국의 영화이다.

## 캐스팅
- 안홍진 : 동완 역
- 곽정화 : 주리 역
- 이수정 : 은정 역
- 제임스 고완 : 제임스 역
- 은지혜 : 부선 역
- 신정윤 : 승기 역
- 정찬훈 : 해결사 역
- 최정윤 : 요가녀 역
- 박가을 : 취객 역
- 서지현 : 여고생 역
- 마틴 최 : 트레이너 1 역
- 조이 김 : 트레이너 2 역
- 서성희 : 벨리댄서 역
- 최서윤 : 엄마 역
- 장예원 : 딸 역
- 송지은 : 운동녀 역
- 장대용 : 운동남 역